# Andrzej Chramiec (lekarz)
Andrzej Chramiec (ur. 27 listopada 1859 w Zakopanem, zm. 31 grudnia 1939 w Katowicach) – lekarz i społecznik z Podhala. Pierwszy góral, który uzyskał wyższe wykształcenie.

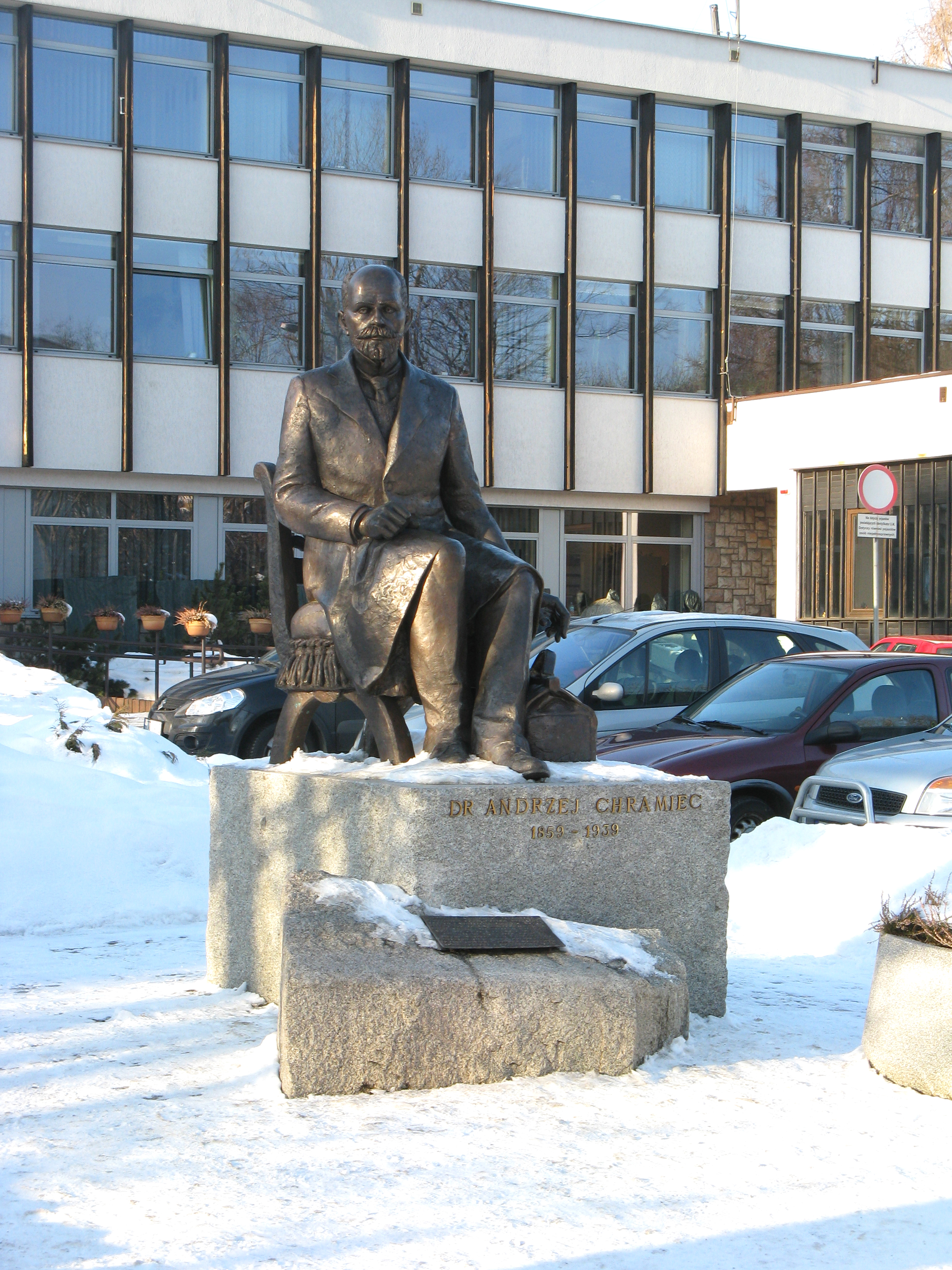
Pomnik Andrzeja Chramca przed Urzędem Miasta w Zakopanem

## Życiorys
Ukończył jednoklasową szkołę w Zakopanem, uczęszczał do czteroklasowej szkoły w Nowym Targu, a następnie gimnazjum w Wadowicach. Ukończył studia na wydziale lekarskim Uniwersytetu Jagiellońskiego. Był pierwszym góralem zakopiańskim z wyższym wykształceniem.
Zaraz po studiach powrócił na Podhale, gdzie rozpoczął prywatną praktykę. Za radą Tytusa Chałubińskiego odbył kilkumiesięczny staż u dra Jana Czerwińskiego w zakładzie hydropatycznym Fürstenhoff w pobliżu miasta Kapfenberg w Styrii. W 1886 został lekarzem klimatycznym.
W 1887 założył własne sanatorium – zakład wodoleczniczy z pokojami gościnnymi. Przez 30 lat przyjął 20 tys. kuracjuszy ze wszystkich zaborów i z zagranicy. O jego zakładzie pisała prasa zakopiańska, krakowska, warszawska.
W wieku 28 lat poślubił Jadwigę Bieczyńską, z którą miał siedmioro dzieci – trzech synów i cztery córki. Jeden z synów, por. Józef Andrzej Chramiec, został zamordowany w Charkowie. Inny z synów, ppłk Andrzej Chramiec, był lotnikiem. Jego wnuczka, żeglarka Teresa Remiszewska, była córką trzeciego syna, Kazimierza Chramca. 

## Działalność społeczna
Aktywnie włączał się w działalność społeczną. W latach 1886–1906 był radnym gminnym, w 1902 został wybrany na wójta. Jako radny i wójt przyczynił się do powstania wielu ulic i dróg. Za jego przyczyną powstała droga na Olczę i na Bystre, ulica obecnie Witkiewicza i Kościuszki, Droga pod Reglami. Bardzo pożyteczną inwestycją było założenie wodociągów i straży pożarnej. Jako prezes Ligi Pomocy Przemysłowej był inicjatorem wystawy przemysłu krajowego w Zakopanem w 1905 (wspólnie z wójtem zakopiańskim Rogerem Battaglią).
Poprzez swoją aktywną działalność dochtor pozyskał wielu zwolenników, ale również nie brakowało przeciwników:
Jednakże już od końca lat dziewięćdziesiątych nad A. Chramcem „zbierała się burza”. Ujawniły się kontrowersje między nim, jako reprezentantem rady gminnej i Komisji Klimatycznej a lekarzem klimatycznym – Tomaszem Janiszewskim. Osią konfliktów były problemy sanitarne gminy i związane z nimi inwestycje. Społeczność zakopiańska podzieliła się na dwa obozy – zwolenników Chramca i Janiszewskiego.
W 1916 opuścił na zawsze Podhale. Przeniósł się najpierw do Wadowic, potem do Brodów k. Lwowa i do folwarku Sulmin pod Gdańskiem. W 1924 osiedlił się w Wielkopolsce. Pełnił tam funkcję lekarza powiatowego – najpierw w Międzychodzie, potem we Wrześni.
Zmarł na zawał serca w 1939 po rewizji Gestapo. Pochowany najpierw w Katowicach, w 1952 został przeniesiony do rodzinnego grobowca na Cmentarzu Zasłużonych na Pęksowym Brzyzku w Zakopanem (sektor L-II-3).

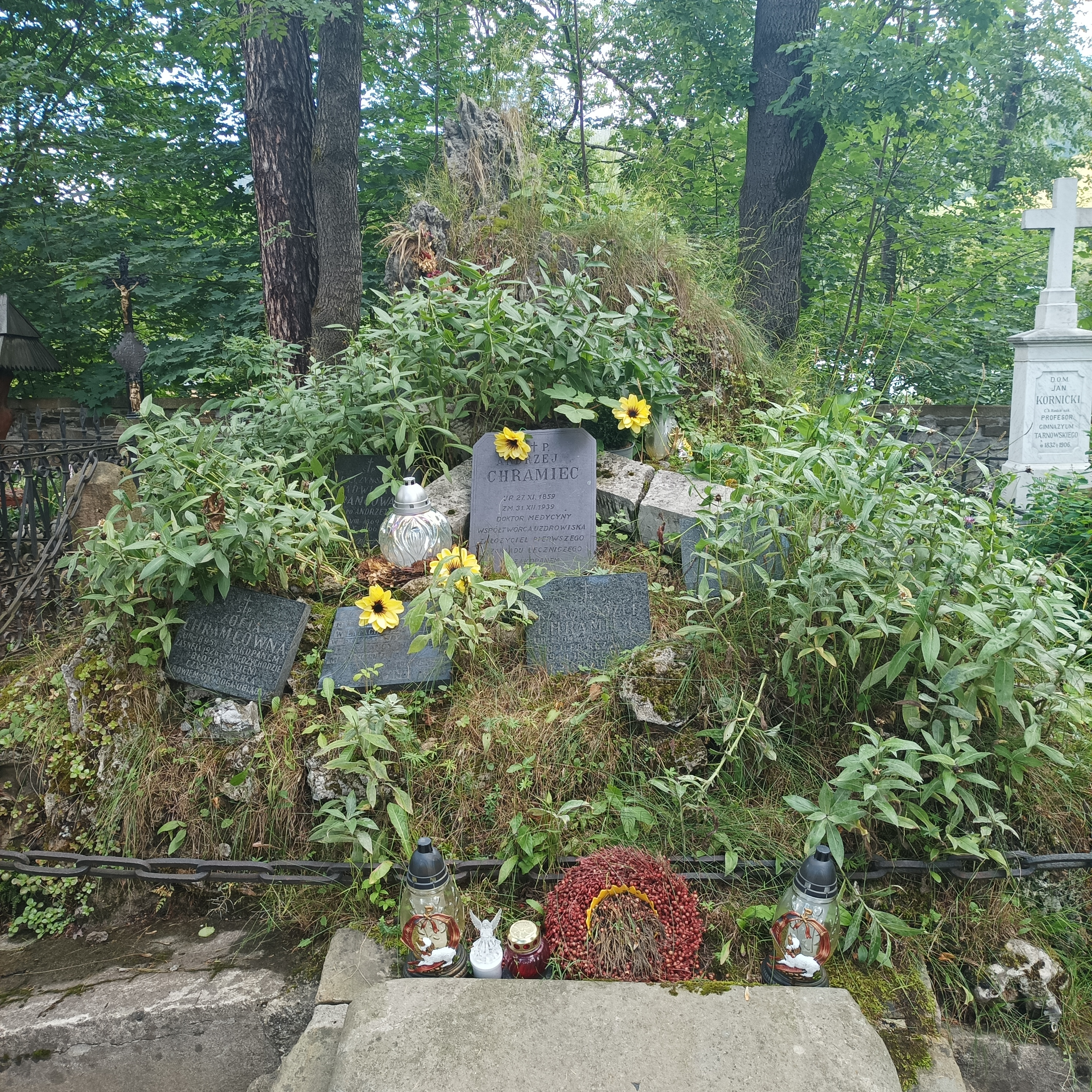
Grób Andrzeja Chramca na Cmentarzu Zasłużonych na Pęksowym Brzyzku

## Ordery i odznaczenia
- Złoty Krzyż Zasługi (19 marca 1936)[6]
- Srebrny Krzyż Zasługi (10 listopada 1933)[7]

## Upamiętnienie
11 listopada 2006 miało miejsce uroczyste odsłonięcie pomnika dra Andrzeja Chramca przed Urzędem Miasta w Zakopanem.